# Lista över insjöar i Sverige med namn som slutar på -jaure

Spridning av sjöar med namn på -jaure etc i Sverige

Jaure är en försvenskad form av det samiska ordet, jávrre, jávrrie etcetera, som betyder sjö. Jaure (och -aure) ingår i ett stort antal sjönamn i främst Lappland. 
- Lista över insjöar i Sverige med namn som innehåller jaure-utom Lappland
- Lista över insjöar i Sverige med namn som innehåller jaure-Lappland A-O
- Lista över insjöar i Sverige med namn som innehåller jaure-Lappland P-Ö
- Lista över insjöar i Sverige med namn som slutar på -aure men inte "jaure"